# Mark Wilkinson (rugbista)
Mark James Philip Wilkinson (Wokingham, 21 ottobre 1977) è un ex rugbista a 15 inglese; fratello maggiore di Jonny Wilkinson, che con lui ha fondato e co-dirige l'impresa di abbigliamento Fineside.

## Biografia
Proveniente da una breve esperienza nel rugby a 13, disciplina nella quale si mise in luce nel Gateshead Thunder, Wilkinson fu messo sotto contratto dal Newcastle, la squadra in cui giocava già suo fratello Jonny, nel 2002, dopo un breve periodo nelle divisioni inferiori con il Darlington Mowden Park.
I due giocarono in coppia per la prima volta in occasione dell'esordio di Mark in Premiership a settembre 2002 contro i Leeds Tykes.
L'esperienza a Newcastle durò quattro stagioni, al termine delle quali, nel 2006, Mark Wilkinson si ritirò dalle competizioni a 28 anni per entrare nello staff dei preparatori atletici dello stesso club.
Nel 2009 si dimise dall'incarico per fondare, insieme a suo fratello, l'azienda di abbigliamento Fineside, da lui diretta in prima persona durante tutto il periodo di attività agonistica di Jonny.